# Mansionarius
Un mansionarius era un  oficial romano que, en la Antigua Roma, gerenciaba y supervisaba una mansio, edificios que repartidos a lo largo de toda la red viaria de calzadas del Imperio, hacían las veces de alojamiento, posada y estación de mantenimiento, refresco y reposición de carros y caballos de los viajeros.